# ایران ترانسفو
شرکت ایران ترانسفو بزرگترین تولیدکننده و صادرکننده ترانسفورماتور تحت لیسانس شرکت زیمنس آلمان در خاورمیانه است. این شرکت عضو سندیکای صنعت برق ایران می‌باشد.

## تاریخچه

### ۱۳۴۵
در سال ۱۳۴۵ شرکت ایران ترانسفو توسط شرکت برق منطقه‌ای تهران، شرکت زیمنس آلمان و بانک توسعه صنعت و معدن ایران تشکیل شد.

### ۱۳۴۷
در سال ۱۳۴۷ اولین کارخانه ایران ترانسفو در شهر ری در زمینی به مساحت ۵۸ هزار متر مربع با هدف تولید ترانسفورماتورهای توزیع به بهره‌برداری رسید.

### ۱۳۵۸
اولین کارخانه از مجموعه دوم گروه صنعتی ایران ترانسفو در شهر زنجان در زمینی به مساحت ۱ میلیون متر مربع به منظور تولید ترانسفورماتورهای توزیع مشابه کارخانه شهرری در سال ۱۳۵۸ به بهره‌برداری رسید.

### ۱۳۶۲
در سال ۱۳۶۲ دومین کارخانه در مجموعه زنجان با انتقال تکنولوژی از شرکت زیمنس آلمان برای تولید ترانسفورماتورهای قدرت به بهره‌برداری رسید.

### ۱۳۷۹
ایجاد گروه ایران ترانسفو متشکل از سه کارخانه و سیزده شرکت
تولید اولین ترانسفورماتور ژنراتور
تأسیس شرکت مقره‌سازی صدف گستر زنجان در راستای طراحی و تولید انواع مقره و قطعات
تأسیس شرکت خدمات بیمه صبا زنجان
تأسیس مؤسسه تحقیقات ترانسفورماتور ایران
تأسیس شرکت ترانس پست پارس در راستای طراحی و تولید پستهای فوق توزیع تا ۴۰۰ کیلوولت
تأسیس کارخانه ترانسفورماتورسازی کوشکن برای طراحی و ساخت ترانسفورماتورهای توزیع تا ۳۶ کیلوولت و تا ظرفیت ۴۰۰۰ کیلو ولت‌آمپر

### ۱۳۸۲
کارخانه شهر ری از سال ۱۳۸۲ از شرکت ایران ترانسفو جدا شده و تحت عنوان شرکت ایران ترانسفو ری مشغول به فعالیت است.
تأسیس شرکت توسعه پستهای ایران ترانسفو در راستای طراحی و تولید انواع پستهای پیش‌ساخته توزیع
تأسیس شرکت حمل و نقل آشنا راه سماء

### ۱۳۸۵
طراحی و ساخت اولین ترانسفور ماتور خشک رزینی در کلاس F
تأسیس شرکت بازرگانی ایران ترانسفو
تأسیس شرکت عایقهای الکتریکی پارس در راستای طراحی و تولید انواع قطعات عایقی ترانسفورماتور
تأسیس شرکت خدمات پس از فروش ایران ترانسفو در راستای رضایت مشتریان با ارائه خدماتی مانند تعمیر و نگهداری، تأمین قطعات، نصب و راه اندازی و سایر خدمات
تأسیس شرکت پالایش روغن‌های صنعتی زنگان در راستای تولید روغن ترانسفورماتور و روغن‌های صنعتی

### ۱۳۹۵
افتتاح کارخانه جدید ایران ترانسفو ری در مساحتی حدود ۱۳۲۰۰۰ متر مربع در شهرک صنعتی پرند

### ۱۳۹۹

#### تحریم
وزارت خزانه‌داری آمریکا در ۱۵ ژانویه ۲۰۲۱ ایران ترانسفو را به‌همراه ۶ شرکت و دو نفر به نام‌های محمدرضا خیابانی مدرس، رئیس شرکت کشتی‌رانی جمهوری اسلامی و حمیدرضا عظیمیان مدیرعامل شرکت فولاد مبارکه به‌خاطر همکاری با شرکت کشتی‌رانی جمهوری اسلامی در لیست سیاه خود قرار داد و تحریم کرد.

## محصولات
شرکت ایران ترانسفو هم‌اکنون توان تولید ترانسفورماتورهای مختلف با مشخصه‌های زیر را دارد:
- ترانسفورماتورهای توزیع با توان ۲۵ تا ۲۰۰۰ کیلو ولت‌آمپر (KVA) تا ولتاژ ۳۳ کیلو ولت (KV)
- ترانسفورماتور فوق توزیع با توان ۱۰ تا ۱۰۰ مگا ولت‌آمپر (MVA) تا ولتاژ ۱۴۵ کیلو ولت (KV)
- ترانسفورماتور قدرت تا توان ۵۰۰ مگا ولت‌آمپر (MVA) تا ولتاژ ۴۲۰ کیلو ولت (KV)

این شرکت همچنین قطعات ترانسفورماتورها و پستهای مختلف برق را تولید کرده و خدمات فنی و مهندسی در این زمینه ارائه می‌کند.

## استانداردها
ترانسفورماتورهای تولیدی این شرکت مطابق با استانداردهای معتبر IEC60076 و VDE0532 کشور آلمان و دارای تاییدیه از شرکتهای زیمنس آلمان و الین (Elin) اتریش است.